# Circondario autonomo della Čukotka

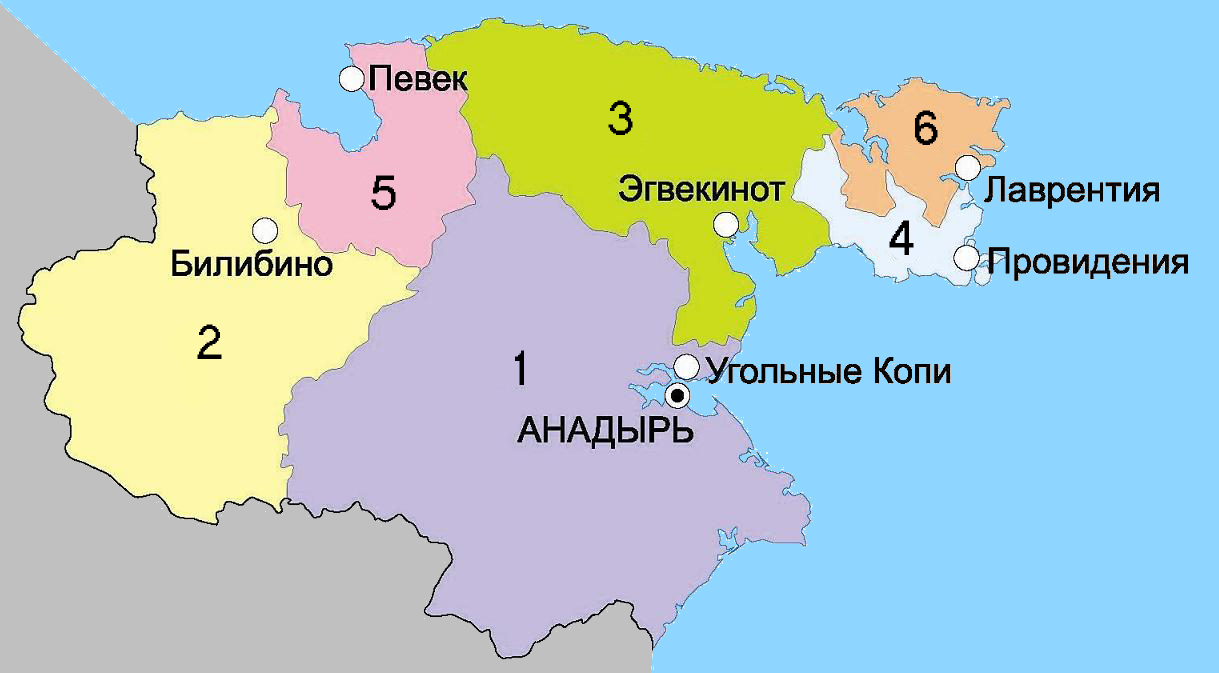
Divisione amministrativa

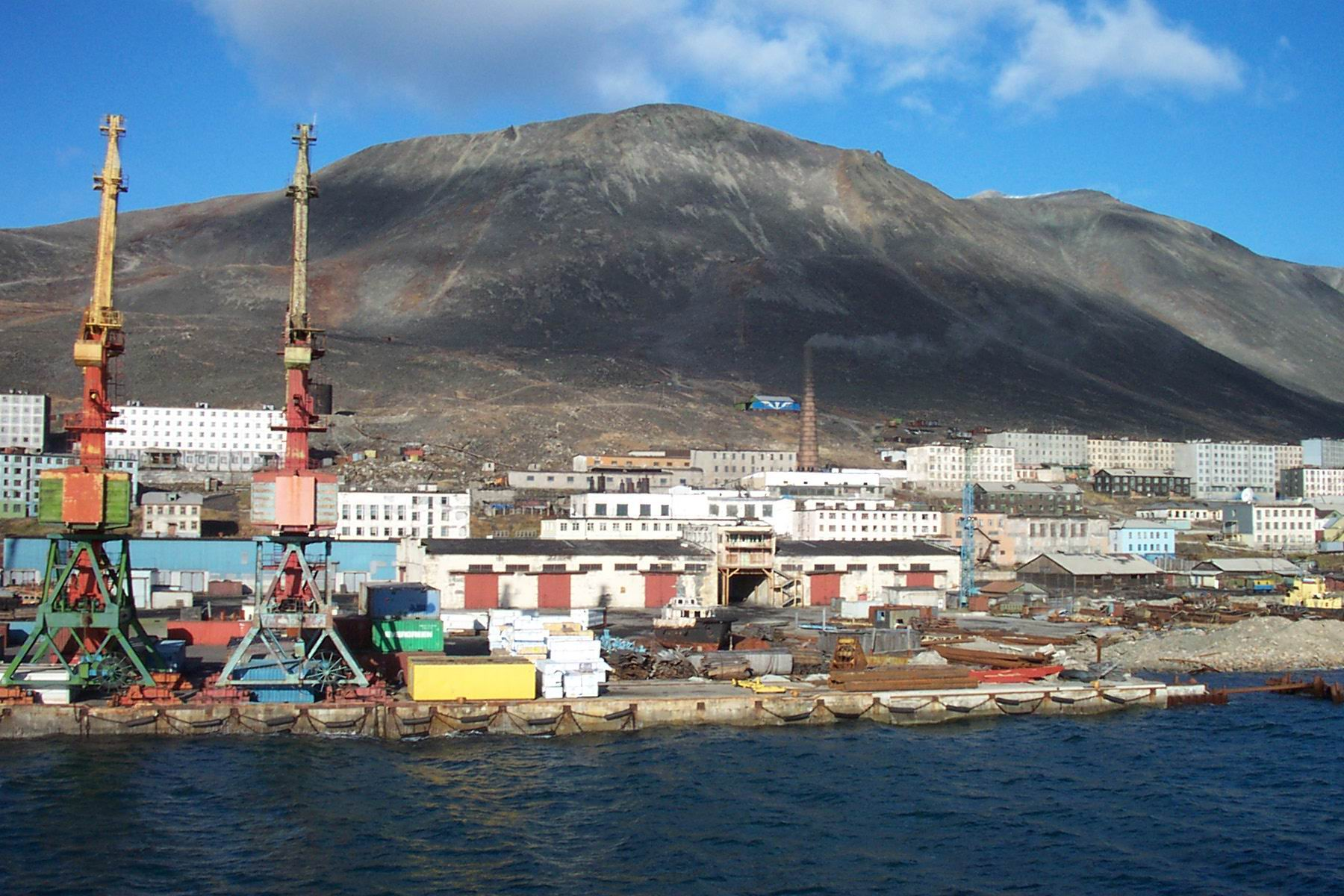
Veduta di Providenija

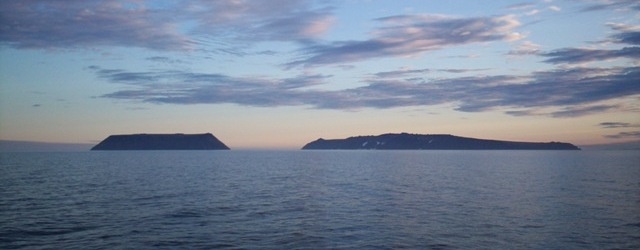
Veduta delle Isole Diomede. Tra di loro vi è il confine tra Stati Uniti e Russia (l'isola a destra, la Grande Diomede, è russa); inoltre in mezzo alle due isole passa la linea internazionale del cambio di data

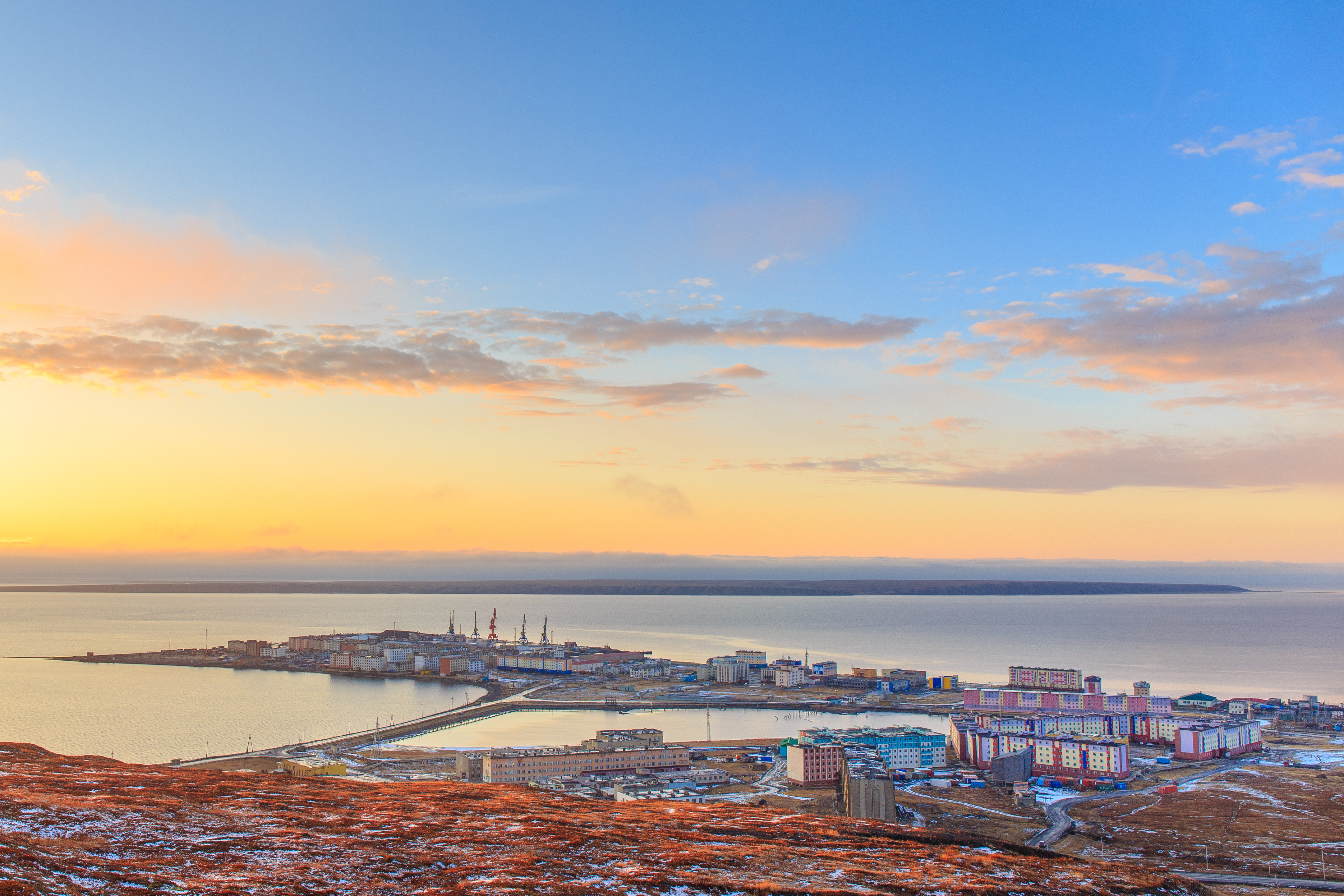
Veduta di Pevek

Il circondario autonomo della Čukotka (in russo Чуко́тский автоно́мный о́круг?, Čukotskij avtonomnyj okrug; in ciukcio Чукоткакэн автономныкэн округ, Čukotkakėn avtonomnykėn okrug), anche conosciuto come circondario autonomo dei Čukči o semplicemente Čukotka (Чуко́тка) è un circondario autonomo situato nell'Estremo Oriente russo, in prossimità dell'Alaska.
Con una superficie di circa 720 000 km², conta poco meno di 50 000 abitanti, di cui circa 15 000 vivono nella capitale Anadyr'; altro centro importante è Pevek. La popolazione è costituita per circa la metà da russi e da numerose popolazioni locali, principalmente ciukci, ma anche coriacchi ed eschimesi.
In passato la Čukotka faceva parte dell'oblast' di Magadan, ma nel 1991 fu ufficialmente separata da esso. Rilevanti sono le risorse naturali, come petrolio, gas, oro e tungsteno. Il governatore del circondario autonomo di Čukotka è stato, fino al 3 luglio 2008, l'imprenditore Roman Abramovič.

## Storia
Quando i primi uomini giunsero in Čukotka, la regione era connessa con l'Alaska tramite una striscia di terra, la Beringia. Mentre gli antenati dei nativi americani migrarono in America, gli antenati dei čukči e dei coriacchi rimasero in questo luogo, il punto più orientale dell'intero continente asiatico. Con la fine della glaciazione i ghiacci, sciogliendosi, alzarono il livello del mare e sommersero la Beringia. Con l'aumento della temperatura, grandi animali preistorici come i mammut si estinsero, così, sia i čukči che gli altri popoli dovettero cambiare stile di vita. Così si sviluppò la pesca e l'allevamento di renne.
Il territorio non fu conosciuto dal Regno russo fino alla metà del XVI secolo d.C., quando, con la conquista dei khanati di Kazan' ed Astrachan' le rotte commerciali siberiane vennero conquistate dai russi. I cosacchi, contadini guerrieri di origine russa e tartara, iniziarono a commerciare con l'Oriente, conquistando altri territori. Il primo riferimento sui čukči da parte dei cosacchi avvenne nel 1641. Nel 1644 il cosacco Michail Staduchin esplorò la Čukotka. Dal 1647 in poi, il cosacco Semën Dežnëv esplorò le coste della regione. Nel 1652 fondò sul fiume Anadyr', il quartiere invernale di Anadyrsk. Negli anni successivi cercò di riscuotere lo jasak, ovvero un tributo, dai čukči, ma senza grande successo. Anadyrsk fu abbandonata. Con la scoperta della rotta marittima per la Kamčatka, Anadyrsk venne considerata punto di scalo.
Nel 1725 lo zar Pietro il Grande mandò Vitus Bering ad esplorare la Kamčatka ed Afanasij Šestakov a soggiogare i čukči. La nave di Šestakov affondò e i naufraghi uccisi dagli stessi čukči. Nel 1731 ci riprovò Dmitrij Pavluckij. Ci riuscì, ma nel 1747 i čukči attaccarono il forte e uccisero Pavluckij. Il governo russo, a questo punto, preferì la diplomazia, e mandò un ambasciatore, Šmalev, per dialogare, così nel 1778 riuscì a stipulare un trattato di pace e la Čukotka entrò a far parte dell'Impero russo. In cambio, i čukči, come diceva un paragrafo nella legge russa sui popoli non completamente sottomessi, potevano decidere la quantità di jasak da pagare, potendo commerciare liberamente. Così nella regione iniziò lo sviluppo del commercio.
All'inizio del XIX secolo i primi balenieri americani giunsero nella zona. Quando venne scoperto l'oro iniziò una forte immigrazione di cercatori, e, quando nel 1867 la Russia vendette l'Alaska agli Stati Uniti, l'influenza americana si rafforzò. Dal 1883 navi russe sequestrarono merci da quelle americane, ma non bastò, finché nel 1888 si decise di amministrare la regione direttamente. Il governatore risiedeva nel villaggio di Markovo. Nel 1909 la Čukotka venne divisa nelle province di Anadyr', a sud, e di Čukotka, a nord. Nel 1912 la capitale fu spostata da Markovo a Uėlen.
La Rivoluzione del 23-27 febbraio 1917, ebbe effetto nella regione solo a giugno. Tuttavia, dopo la Rivoluzione d'ottobre, il governo venne spodestato. Nel 1919 due emissari bolscevichi giunsero nella regione e presero il potere. Nel 1920, però, i mercanti della zona si rivoltarono e uccisero i due emissari. Tra il 1920 ed il 1921 la regione era per la maggior parte sotto l'influenza sovietica, ma in piccola parte anche sotto l'influenza americana. Nel 1922 l'Armata Bianca dichiararò indipendente la regione, governata dal menscevico Bochkarev. L'Unione Sovietica la riannetté nel 1923 e Bochkarev fu ucciso. Novo-Mariinsk venne ribattezzata in Anadyr' e divenne capitale.
Nel 1930 la regione divenne parte dell'Unione Sovietica sotto il nome di circondario nazionale della Čukotka. Nel 1941, durante la seconda guerra mondiale,venne iniziata l'estrazione di zinco nei pressi di Pevek. Lo zinco estratto fu ampiamente utilizzato durante la ricostruzione delle città.
Dal 1945 in poi, durante la guerra fredda, furono stanziate truppe in Čukotka, specialmente nella baia di Providenija, a causa della vicinanza con gli Stati Uniti. Nel 1953 la Čukotka fu annessa dall'oblast' di Magadan e nel 1958 riprese l'estrazione di oro. Questo portò a una fortissima immigrazione dalla Russia europea, tanto che, dai 18 390 abitanti del 1938, crebbe fino a raggiungere 100 000 abitanti negli anni sessanta. La percentuale nativa della popolazione scese al 5%.
Nel 1980 il circondario nazionale della Čukotka cambiò nome a favore di quello attuale, ma restò sotto il controllo di Magadan. Con la caduta dell'Unione Sovietica, nel 1991, il circondario si rese indipendente da Magadan e divenne un soggetto della Federazione Russa. Ma mentre prima i finanziamenti erano forniti dallo stato, nel periodo postsovietico cessarono tutti i tipi di investimento e finanziamento. La popolazione decrebbe velocemente. Fra il 2001 e il 2008 il governatore Roman Abramovič, cercò di sostenere personalmente il circondario con suoi finanziamenti, ma la situazione è ancora grave.

## Geografia fisica

### Territorio

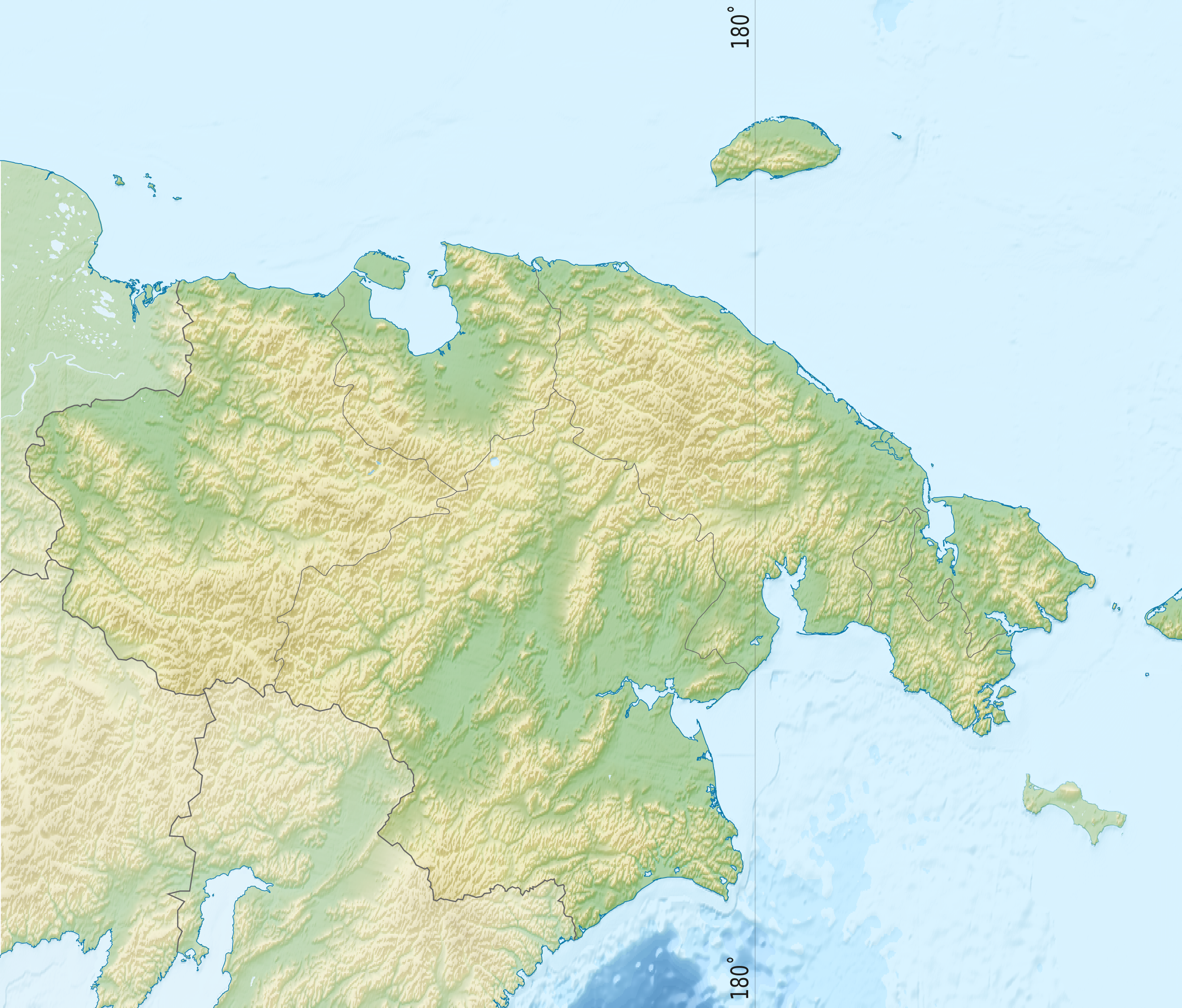
Carta fisica della Čukotka

Il circondario autonomo della Čukotka è bagnato a nord dal Mare dei Ciukci e dal Mare della Siberia Orientale, facenti entrambi parte del Mar Glaciale Artico; a est dallo stretto di Bering e dall'omonimo mare, facenti parte dell'Oceano Pacifico. Confina a sud con il territorio della Kamčatka e con l'oblast' di Magadan ed a ovest con la Sacha-Jacuzia. La penisola dei Ciukci, rimanente della Beringia, forma la parte superiore del golfo dell'Anadyr'. Capo Dežnëv, la sua punta più orientale, è anche il punto più a est della Federazione Russa.
Il territorio può essere diviso in tre fasce: il deserto artico a nord, la tundra al centro e la taiga a sud. Circa la metà del territorio si trova a sud del circolo polare artico. In questa zona si trovano le montagne dell'altopiano dell'Anadyr'.
I principali fiumi sono:
- Il fiume Anadyr' (1150 km), che sfocia nel Mare di Bering
- Il fiume Omolon (1114 km), affluente della Kolyma
- I fiumi Bol'šoj Anjuj (693 km) e Malyj Anjuj (738 km) che, fondendosi, formano l'Anjuj (8 km) che sfocia nella Kolyma
- I fiumi Amguėma (498 km), Čaun (205 km), che finiscono nel Mar Glaciale Artico
- Gli affluenti dell'Anadyr': Majn, Tanjurer, Činejveem e Jurumkuveem
- I fiumi sfocianti nel Golfo dell'Anadyr': Velikaja (451 km) e Kančalan (426 km)

I laghi principali sono il lago Krasnoe, il lago Pekul'nej e il lago El'gygytgyn.

### Clima
Il clima della Čukotka è assai influenzato dal mare. L'estati sono fresche e brevi mentre gli inverni sono molto lunghi, freddi e umidi. Caratteristici sono i venti secchi e glaciali del nord che cambiano velocemente con quelli umidi e freschi del sud. Capo Navarin ha il primato del più alto numero di tempeste in tutta la Russia. Le aree costiere sono ventose e con poche precipitazioni, fra i 200 e i 400 mm all'anno. La temperatura varia da −15 °C a −35 °C in inverno e da 5 °C a 14 °C in luglio. Ad Anadyr' la temperatura media annua è di -7.4 °C, quella di gennaio è di -21.3 °C e quella di luglio è di 11 °C.

## Suddivisioni

### Rajon
Il circondario autonomo della Čukotka comprende, a partire dal maggio 2008 i seguenti rajon (russo: районы ràjony):
- Anadyrskij rajon (Анадырский), capoluogo Anadyr'
- Bilibinskij rajon (Билибинский), capoluogo Bilibino
- Čaunskij rajon (Чаунский), capoluogo Pevek
- Čukotskij rajon (Чукотский), capoluogo Lavrentija
- Iul'tinskij rajon (Восточный), capoluogo Ėgvekinot
- Providenskij rajon (Провиденский), capoluogo Providenija

Precedentemente a questa data, i distretti erano:
- Anadyrskij rajon (Анадырский)
- Beringovskij rajon (Беринговский)
- Bilibinskij rajon (Билибинский)
- Čaunskij rajon (Чаунский)
- Čukotskij rajon (Чукотский)
- Iul'tinskij rajon (Иультинский)
- Providenskij rajon (Провиденский)
- Šmidtovskij rajon (Шмидтовский)

### Centri abitati
I centri abitati con status di città (gorod) sono tre: il capoluogo Anadyr' (posta sotto la diretta giurisdizione del Circondario), Bilibino e Pevek (dipendenti amministrativamente dai rajon di appartenenza).
I centri urbani con status di insediamento di tipo urbano sono invece 4:
- Ugol'nye Kopi (Угольные Копи)
- Providenija (Провидения)
- Ėgvekinot (Эгвекинот)
- Beringovskij (Беринговский)

## Società

### Evoluzione demografica
Popolazione: 48.591 di cui:
- 27.918 Russi (51.90%)
- 12.622 Čukči (23.50%)
- 4.960 Coriacchi (9.20%)
- 1.534 Ucraini (2.85%)
- 1.407 Eschimesi (2.60%)
- 951 Ciuvani (1.77%)